# Forever Slave
I Forever Slave sono un gruppo musicale gothic metal che proviene dalla Spagna.
Il gruppo si formò nel 2000 da Lady Angellyca e Sergio Valath.

## Formazione
- Lady Angellyca - voce
- Sergio - chitarra i tastiera
- Azrhael - basso
- Sento - batteria

## Discografia
Album in studio
- 2005 - Alice's Inferno
- 2008 - Tales for Bad Girls

Demo
- 2000 - Hate
- 2001 - Schwarzer Engel
- 2003 - Resurrection